# Athlītikos Syllogos Arīs Thessalonikīs 2021-2022

## Stagione
La stagione 2021-2022 vede la 57ª partecipazione in massima serie greca dell'Aris Salonicco, nonché la quarta consecutiva, che conferma in panchina il tecnico Apostolos Mantzios. Il primo impegno ufficiale per l'Aris è il doppio confronto nel secondo turno di qualificazione della neonata UEFA Europa Conference League, contro i kazaki dell'Astana che si sono imposti nel doppio confronto per 3-2 dopo i tempi supplementari. Il 1º settembre la corte sportiva infligge 6 punti di penalizzazione, da scontare durante il campionato, per aver falsificato il documento di Borce Laskov che era tesserato con le giovanili nella stagione 2019-20. Il 13 settembre il club esordisce in campionato, pareggiando a reti inviolate contro l'OFI Creta al Kleanthis Vikelidis.
Il 28 novembre l'Aris si aggiudica il derby di Salonicco, espugnando lo stadio del PAOK per 1-0 in uno dei caratteristici derby "infuocati". Il 23 dicembre, grazie alla vittoria complessiva per 5-1 sull'OFI Creta, l'Aris Salonicco supera gli ottavi di finale di Coppa di Grecia. Il 26 gennaio l'Aris viene eliminato dalla coppa nazionale dal Lamia, dopo i tempi supplementari e dopo aver fallito due calci di rigore. In seguito ai risultati negativi ottenuti tra gennaio e febbraio la presidenza esonera Apostolos Mantzios e assume il tecnico argentino Germán Burgos.
Il 3 marzo viene accolto il ricorso presentato dal presidente Karypidis e vengono restituiti i 6 punti di penalizzazione tolti a inizio campionato. Il 6 marzo si conclude la stagione regolare con l'Aris che infligge all'Olympiacos la prima sconfitta in campionato e si qualifica per la poule scudetto. Il 14 maggio, con una vittoria in rimonta per 3-2 sull'AEK Atene, la squadra del mono Burgos si qualifica con un turno di anticipo alla UEFA Conference League 2022-2023. Il 17 maggio si conclude la stagione dell'Aris, che batte 3-0 in trasferta il PAS Giannina e chiude il campionato al terzo posto come nella stagione precedente.

## Maglie e sponsor
Lo sponsor tecnico per la stagione 2021-2022 è Adidas, mentre lo sponsor ufficiale è NetBet.
|  | Casa |  | Trasferta |  | Terza maglia |

## Rosa
Rosa e numerazione tratte dal sito ufficiale.
| N. |                           | Ruolo | Calciatore                    |
| -- | ------------------------- | ----- | ----------------------------- |
| 1  | Brasile (bandiera)        | P     | Denis                         |
| 2  | RD del Congo (bandiera)   | D     | Salem M'bakata                |
| 3  | Ghana (bandiera)          | D     | Lumor Agbenyenu               |
| 4  | Brasile (bandiera)        | D     | Fabiano Leismann              |
| 5  | Grecia (bandiera)         | D     | Geōrgios Delīzīsīs (capitano) |
| 6  | Australia (bandiera)      | C     | James Jeggo                   |
| 7  | Argentina (bandiera)      | C     | Daniel Mancini                |
| 8  | Paesi Bassi (bandiera)    | C     | Lerin Duarte                  |
| 9  | Grecia (bandiera)         | A     | Dīmītrios Manos               |
| 10 | Argentina (bandiera)      | C     | Mateo García                  |
| 11 | Grecia (bandiera)         | A     | Kōstas Mītroglou              |
| 12 | Iraq (bandiera)           | A     | Mohanad Ali                   |
| 13 | Costa d'Avorio (bandiera) | C     | Cheick Doukouré               |
| 14 | Rep. Ceca (bandiera)      | D     | Jakub Brabec                  |
| 15 | Paraguay (bandiera)       | A     | Juan Iturbe                   |
| 16 | Portogallo (bandiera)     | C     | Bruno Gama                    |
| 17 | Senegal (bandiera)        | C     | Papa Alioune Ndiaye           |

| N. |                                 | Ruolo | Calciatore           |
| -- | ------------------------------- | ----- | -------------------- |
| 18 | Argentina (bandiera)            | C     | Facundo Bertoglio    |
| 19 | Spagna (bandiera)               | A     | Cristian López       |
| 20 | Bosnia ed Erzegovina (bandiera) | C     | Izet Hajrović        |
| 21 | Svezia (bandiera)               | D     | Daniel Sundgren      |
| 22 | Romania (bandiera)              | D     | Cristian Ganea       |
| 23 | Spagna (bandiera)               | P     | Julián Cuesta        |
| 25 | Grecia (bandiera)               | D     | Christos Marmaridis  |
| 26 | Spagna (bandiera)               | C     | Javier Matilla       |
| 27 | Grecia (bandiera)               | D     | Panagiotis Sengergis |
| 29 | Tunisia (bandiera)              | D     | Yohan Benalouane     |
| 44 | Grecia (bandiera)               | D     | Kyriakos Aslanidīs   |
| 47 | Mauritania (bandiera)           | A     | Aboubakar Kamara     |
| 50 | Honduras (bandiera)             | C     | Luis Palma           |
| 66 | Serbia (bandiera)               | D     | Emanuel Šakić        |
| 77 | Brasile (bandiera)              | A     | Bruno                |
| 88 | Brasile (bandiera)              | C     | Lucas Sasha          |
| 99 | Grecia (bandiera)               | P     | Marios Siampanīs     |

## Calciomercato

### Sessione estiva
| Acquisti         | Acquisti               | Acquisti         | Acquisti                   |
| R.               | Nome                   | da               | Modalità                   |
| ---------------- | ---------------------- | ---------------- | -------------------------- |
| P                | Denis                  | Gil Vicente      | gratuito                   |
| D                | Jakub Brabec           | Viktoria Plzeň   | gratuito                   |
| D                | Fabiano Leismann       | Denizlispor      | gratuito                   |
| D                | Lumor Agbenyenu        | Sporting Lisbona | gratuito                   |
| C                | Izet Hajrović          | Dinamo Zagabria  | gratuito                   |
| C                | Papa Alioune Ndiaye    | Stoke City       | gratuito                   |
| A                | Mohanad Ali            | Al-Duhail        | prestito                   |
| A                | Juan Iturbe            | Pumas UNAM       | gratuito                   |
| A                | Aboubakar Kamara       | Fulham           | definitivo (3,5 milioni €) |
| Altre operazioni |                        |                  |                            |
| R.               | Nome                   | da               | Modalità                   |
| D                | Toni Datković          | FC Cartagena     | fine prestito              |
| D                | Panagiotis Sengergis   | Triglia          | fine prestito              |
| D                | Panagiotis Tsagalidis  | Olympiakos Volos | fine prestito              |
| C                | Kostas Hatzipirpiridis | OF Ierapetra     | fine prestito              |
| A                | Cristian López         | FC Cartagena     | fine prestito              |

| Cessioni         | Cessioni               | Cessioni          | Cessioni                    |
| R.               | Nome                   | a                 | Modalità                    |
| ---------------- | ---------------------- | ----------------- | --------------------------- |
| P                | Zacharie Boucher       |                   | svincolato                  |
| D                | Nicholas Ioannou       | Nottingham Forest | fine prestito               |
| D                | Apostolos Martinis     | Panathīnaïkos     | gratuito                    |
| D                | Lindsay Rose           | Legia Varsavia    | definitivo (0,6 milioni €)  |
| C                | Ergys Kaçe             |                   | svincolato                  |
| C                | Xande Silva            | West Ham Utd      | fine prestito               |
| A                | Bruno                  | Sheriff Tiraspol  | gratuito                    |
| Altre operazioni |                        |                   |                             |
| R.               | Nome                   | a                 | Modalità                    |
| D                | Petros Bagalianis      |                   | svincolato                  |
| D                | Toni Datković          | Real Salt Lake    | definitivo (0,12 milioni €) |
| D                | Panagiotis Tsagalidis  | Kalamata          | prestito                    |
| C                | Petros Bakoutsis       |                   | svincolato                  |
| C                | Kostas Hatzipirpiridis | Olympiakos Volos  | prestito                    |

### Sessione invernale
| Acquisti         | Acquisti               | Acquisti         | Acquisti      |
| R.               | Nome                   | da               | Modalità      |
| ---------------- | ---------------------- | ---------------- | ------------- |
| D                | Salem M'bakata         |                  | svincolato    |
| C                | Cheick Doukouré        | Leganés          | gratuito      |
| C                | Luis Palma             | Vida             | ?             |
| Altre operazioni |                        |                  |               |
| R.               | Nome                   | da               | Modalità      |
| C                | Ali Adem               | Shkupi           | fine prestito |
| C                | Kostas Hatzipirpiridis | Olympiakos Volos | fine prestito |

| Cessioni         | Cessioni               | Cessioni  | Cessioni   |
| R.               | Nome                   | a         | Modalità   |
| ---------------- | ---------------------- | --------- | ---------- |
| C                | James Jeggo            | Eupen     | ?          |
| Altre operazioni |                        |           |            |
| R.               | Nome                   | a         | Modalità   |
| C                | Ali Adem               | NPS Veria | prestito   |
| C                | Kostas Hatzipirpiridis |           | svincolato |

## Risultati

### Souper Ligka Ellada

#### Girone di andata
| Salonicco 13 settembre 2021, ore 18:30 CEST 1ª giornata | Arīs Salonicco | 0 – 0 referto | OFI Creta | Stadio Kleanthis Vikelidis (9 478 spett.)\| Arbitro: \| Tzilos \| |
| Arbitro:                                                | Tzilos         |               |           |                                                                   |

| Arbitro: | Koutsiaftis |

|            |           |  |
| Aosman 86’ | Marcatori |  |

| Arbitro: | Papapetrou |

|            |           |  |
| Kamara 10’ | Marcatori |  |

| Arbitro: | Perrakis |

|                    |           |                                             |
| Spiridonović 45+3’ | Marcatori | 10’ Mancini 60’ (rig.) Bruno Gama 66’ Mateo |

| Salonicco 2 ottobre 2021, ore 19:30 CEST 5ª giornata | Arīs Salonicco | 0 – 0 referto | Apollōn Smyrnīs | Stadio Kleanthis Vikelidis (8 640 spett.)\| Arbitro: \| Diamantopoulos \| |
| Arbitro:                                             | Diamantopoulos |               |                 |                                                                           |

| Arbitro: | Koubarakis |

|  |           |            |
|  | Marcatori | 50’ Brabec |

| Arbitro: | Koutsiaftis |

|                                                                              |           |                   |
| Kamara 18’ (rig.) Bertoglio 34’ Sundgren 37’ Bruno Gama 43’ (rig.) Badou 52’ | Marcatori | 67’ (rig.) Vergos |

| Arbitro: | Diamantopoulos |

|                                  |           |           |
| Mītoglou 15’ Mantalos 37’ (rig.) | Marcatori | 73’ Mateo |

| Arbitro: | Karantonis |

|          |           |                     |
| Oróz 48’ | Marcatori | 35’ Badou 46’ Mateo |

| Arbitro: | Reinshreiber |

|  |           |                                                                               |
|  | Marcatori | 5’ Schneider 35’ Milinceanu 54’ Perea 71’ (rig.) Erramuspe 85’ Mendes Moreira |

| Arbitro: | Madden |

|  |           |             |
|  | Marcatori | 41’ Mancini |

| Arbitro: | Tzovaras |

|                |           |  |
| Bruno Gama 41’ | Marcatori |  |

| Arbitro: | Manouhos |

|           |           |  |
| Cissé 54’ | Marcatori |  |

#### Girone di ritorno
| Arbitro: | Tzilos |

|               |           |                       |
| Pasaridīs 15’ | Marcatori | 90’ (rig.) Bruno Gama |

| Arbitro: | Diamantopoulos |

|                   |           |  |
| Kamara 49’ (rig.) | Marcatori |  |

| Arbitro: | Fotias |

|                                |           |  |
| Palacios 14’ Cantalapiedra 83’ | Marcatori |  |

| Arbitro: | Evangelou |

|                               |           |  |
| Mancini 45+2’, 58’ Iturbe 83’ | Marcatori |  |

| Atene 15 gennaio 2022, ore 18:30 CET 18ª giornata | Apollōn Smyrnīs | 0 – 0 referto | Arīs Salonicco | Stadio Georgios Kamaras (261 spett.)\| Arbitro: \| Karantonis \| |
| Arbitro:                                          | Karantonis      |               |                |                                                                  |

| Salonicco 23 gennaio 2022, ore 14:00 CET 19ª giornata | Arīs Salonicco | 0 – 0 referto | Lamia | Stadio Kleanthis Vikelidis (974 spett.)\| Arbitro: \| Manouhos \| |
| Arbitro:                                              | Manouhos       |               |       |                                                                   |

| Arbitro: | Tzilos |

|  |           |                                     |
|  | Marcatori | 5’ (rig.) Matilla 20’ (rig.) Kamara |

| Arbitro: | Cordero Vega |

|                       |           |            |
| Badou 44’ Šakić 90+5’ | Marcatori | 85’ Araujo |

| Arbitro: | Perrakis |

|  |           |                            |
|  | Marcatori | 80’ Alex Soares 86’ Correa |

| Arbitro: | Papapetrou |

|                                    |           |  |
| Siampanīs 52’ (aut.) Domínguez 83’ | Marcatori |  |

| Salonicco 20 febbraio 2022, ore 18:30 CET 24ª giornata | Arīs Salonicco | 0 – 0 referto | PAOK | Stadio Kleanthis Vikelidis (9 191 spett.)\| Arbitro: \| Brych \| |
| Arbitro:                                               | Brych          |               |      |                                                                  |

| Arbitro: | Correia |

|  |           |                           |
|  | Marcatori | 41’ Kamara 90+7’ L. Sasha |

| Arbitro: | Tzovaras |

|                           |           |              |
| Kamara 52’ Bruno Gama 79’ | Marcatori | 13’ El-Arabi |

#### Poule scudetto
| Arbitro: | Manouhos |

|                                 |           |           |
| Cissé 45+1’ El-Arabi 85’ (rig.) | Marcatori | 61’ Badou |

| Salonicco 20 marzo 2022, ore 18:00 CET 28ª giornata | Arīs Salonicco | 0 – 0 referto | Panathīnaïkos | Stadio Kleanthis Vikelidis\| Arbitro: \| Bognár \| |
| Arbitro:                                            | Bognár         |               |               |                                                    |

| Salonicco 3 aprile 2022, ore 16:00 CEST 29ª giornata | Arīs Salonicco | 0 – 0 referto | PAS Giannina | Stadio Kleanthis Vikelidis (5 361 spett.)\| Arbitro: \| Papapetrou \| |
| Arbitro:                                             | Papapetrou     |               |              |                                                                       |

| Arbitro: | Madden |

|          |           |                        |
| Rota 28’ | Marcatori | 20’ Palma 58’ L. Sasha |

| Arbitro: | Godinho |

|              |           |  |
| Doukouré 17’ | Marcatori |  |

| Arbitro: | Ağayev |

|                 |           |  |
| Schenkeveld 28’ | Marcatori |  |

| Arbitro: | Fotias |

|  |           |              |
|  | Marcatori | 56’ Tiquinho |

| Arbitro: | Brych |

|  |           |            |
|  | Marcatori | 63’ Kamara |

| Arbitro: | Madden |

|                                   |           |                    |
| Palma 78’ Mancini 86’ Mateo 90+3’ | Marcatori | 53’, 58’ L. García |

| Arbitro: | Papapetrou |

|  |           |                                    |
|  | Marcatori | 8’ Fabiano 22’ Kamara 81’ M'bakata |

### Coppa di Grecia
| Arbitro: | Fotias |

|                                                      |           |                |
| Bruno Gama 16’ (rig.) Kamara 45+4’ (rig.) Iturbe 90’ | Marcatori | 56’ Castaignos |

| Arbitro: | Tsakalidis |

|  |           |                                  |
|  | Marcatori | 49’ (rig.) Bruno Gama 81’ Kamara |

| Salonicco 20 gennaio 2022, ore 20:30 CET Quarti di finale – Andata | Arīs Salonicco | 0 – 0 referto | Lamia | Stadio Kleanthis Vikelidis\| Arbitro: \| Perrakis \| |
| Arbitro:                                                           | Perrakis       |               |       |                                                      |

| Arbitro: | Karantonis |

|                    |           |  |
| Tzanetopoulos 118’ | Marcatori |  |

### UEFA Europa Conference League

#### Qualificazioni
| Arbitro: | Dankert |

|                  |           |  |
| Tomasov 25’, 71’ | Marcatori |  |

| Arbitro: | Fabbri |

|                        |           |              |
| Manos 36’ L. Sasha 78’ | Marcatori | 120+1’ Bitri |

## Statistiche

### Statistiche di squadra
| Competizione        | Punti | In casa | In casa | In casa | In casa | In casa | In casa | In trasferta | In trasferta | In trasferta | In trasferta | In trasferta | In trasferta | Totale | Totale | Totale | Totale | Totale | Totale | DR  |
| Competizione        | Punti | G       | V       | N       | P       | Gf      | Gs      | G            | V            | N            | P            | Gf           | Gs           | G      | V      | N      | P      | Gf     | Gs     | DR  |
| ------------------- | ----- | ------- | ------- | ------- | ------- | ------- | ------- | ------------ | ------------ | ------------ | ------------ | ------------ | ------------ | ------ | ------ | ------ | ------ | ------ | ------ | --- |
| Souper Ligka Ellada | 62    | 18      | 10      | 5       | 3       | 19      | 13      | 18           | 9            | 2            | 7            | 20           | 15           | 36     | 18     | 8      | 10     | 39     | 28     | +11 |
| Coppa di Grecia     | -     | 2       | 1       | 1       | 0       | 3       | 1       | 2            | 1            | 0            | 1            | 2            | 1            | 4      | 2      | 1      | 1      | 5      | 2      | +3  |
| Conference League   | -     | 1       | 1       | 0       | 0       | 2       | 1       | 1            | 0            | 0            | 1            | 0            | 2            | 2      | 1      | 0      | 1      | 2      | 3      | -1  |
| Totale              | -     | 21      | 11      | 7       | 3       | 24      | 15      | 21           | 10           | 2            | 9            | 22           | 19           | 42     | 21     | 9      | 12     | 46     | 33     | +13 |

### Andamento in campionato
| Giornata  | 1  | 2  | 3  | 4  | 5  | 6  | 7  | 8  | 9 | 10 | 11 | 12 | 13 | 14 | 15 | 16 | 17 | 18 | 19 | 20 | 21 | 22 | 23 | 24 | 25 | 26 | 27 | 28 | 29 | 30 | 31 | 32 | 33 | 34 | 35 | 36 |
| --------- | -- | -- | -- | -- | -- | -- | -- | -- | - | -- | -- | -- | -- | -- | -- | -- | -- | -- | -- | -- | -- | -- | -- | -- | -- | -- | -- | -- | -- | -- | -- | -- | -- | -- | -- | -- |
| Luogo     | C  | T  | C  | T  | C  | T  | C  | T  | T | C  | T  | C  | T  | T  | C  | T  | C  | T  | C  | T  | C  | C  | T  | C  | T  | C  | T  | C  | C  | T  | C  | T  | C  | T  | C  | T  |
| Risultato | N  | P  | V  | V  | N  | V  | V  | P  | V | P  | V  | V  | P  | N  | V  | P  | V  | N  | N  | V  | V  | P  | P  | N  | V  | V  | P  | N  | N  | V  | V  | P  | P  | V  | V  | V  |
| Posizione | 14 | 14 | 14 | 11 | 11 | 11 | 10 | 10 | 7 | 8  | 7  | 6  | 7  | 7  | 7  | 7  | 7  | 8  | 8  | 7  | 7  | 7  | 8  | 8  | 4  | 4  | 4  | 4  | 4  | 3  | 3  | 4  | 4  | 4  | 4  | 3  |

Legenda:

Luogo: C = Casa; T = Trasferta. Risultato: R = Rinviata; V = Vittoria; N = Pareggio; P = Sconfitta.

### Statistiche dei giocatori
In corsivo i calciatori che hanno lasciato la squadra a stagione in corso.
| Giocatore     | Souper Ligka Ellada | Souper Ligka Ellada | Souper Ligka Ellada | Souper Ligka Ellada | Kypello Ellados | Kypello Ellados | Kypello Ellados | Kypello Ellados | Conference League | Conference League | Conference League | Conference League | Totale   | Totale | Totale      | Totale     |
| Giocatore     | Presenze            | Reti                | Ammonizioni         | Espulsioni          | Presenze        | Reti            | Ammonizioni     | Espulsioni      | Presenze          | Reti              | Ammonizioni       | Espulsioni        | Presenze | Reti   | Ammonizioni | Espulsioni |
| ------------- | ------------------- | ------------------- | ------------------- | ------------------- | --------------- | --------------- | --------------- | --------------- | ----------------- | ----------------- | ----------------- | ----------------- | -------- | ------ | ----------- | ---------- |
| M. Ali        | 3                   | 0                   | 0                   | 0                   | 0               | 0               | 0               | 0               | -                 | -                 | -                 | -                 | 3        | 0      | 0           | 0          |
| K. Aslanidīs  | 1                   | 0                   | 0                   | 0                   | 0               | 0               | 0               | 0               | 0                 | 0                 | 0                 | 0                 | 1        | 0      | 0           | 0          |
| Badou         | 31                  | 4                   | 6                   | 0                   | 4               | 0               | 1               | 0               | -                 | -                 | -                 | -                 | 35       | 4      | 7           | 0          |
| Y. Benalouane | 6                   | 0                   | 3                   | 0                   | 1               | 0               | 0               | 0               | 2                 | 0                 | 1                 | 0                 | 9        | 0      | 4           | 0          |
| F. Bertoglio  | 23                  | 1                   | 3                   | 1                   | 2               | 0               | 0               | 0               | 2                 | 0                 | 0                 | 0                 | 27       | 1      | 3           | 1          |
| J. Brabec     | 35                  | 1                   | 0                   | 0                   | 4               | 0               | 1               | 0               | -                 | -                 | -                 | -                 | 39       | 1      | 1           | 0          |
| Bruno         | -                   | -                   | -                   | -                   | -               | -               | -               | -               | 2                 | 0                 | 1                 | 0                 | 2        | 0      | 1           | 0          |
| Bruno Gama    | 27                  | 5                   | 0                   | 0                   | 4               | 2               | 0               | 0               | 2                 | 0                 | 0                 | 0                 | 33       | 7      | 0           | 0          |
| J. Cuesta     | 27                  | -22                 | 3                   | 0                   | 2               | -0              | 0               | 0               | 0                 | -0                | 0                 | 0                 | 29       | -22    | 3           | 0          |
| G. Delizisis  | 7                   | 0                   | 2                   | 0                   | 0               | 0               | 0               | 0               | 1                 | 0                 | 0                 | 0                 | 8        | 0      | 2           | 0          |
| Denis         | 4                   | -2                  | 0                   | 0                   | 2               | -1              | 0               | 0               | 2                 | -3                | 0                 | 0                 | 8        | -6     | 0           | 0          |
| C. Doukouré   | 10                  | 1                   | 2                   | 0                   | -               | -               | -               | -               | -                 | -                 | -                 | -                 | 10       | 1      | 2           | 0          |
| L. Duarte     | 0                   | 0                   | 0                   | 0                   | 0               | 0               | 0               | 0               | 0                 | 0                 | 0                 | 0                 | 0        | 0      | 0           | 0          |
| Fabiano       | 32                  | 1                   | 6                   | 0                   | 4               | 0               | 3               | 0               | 1                 | 0                 | 0                 | 0                 | 37       | 1      | 9           | 0          |
| C. Ganea      | 30                  | 0                   | 4                   | 0                   | 3               | 0               | 0               | 0               | 1                 | 0                 | 0                 | 0                 | 34       | 0      | 4           | 0          |
| I. Hajrović   | 9                   | 0                   | 0                   | 0                   | 0               | 0               | 0               | 0               | 2                 | 0                 | 0                 | 0                 | 11       | 0      | 0           | 0          |
| J. Iturbe     | 33                  | 1                   | 3                   | 0                   | 4               | 1               | 0               | 0               | -                 | -                 | -                 | -                 | 37       | 2      | 3           | 0          |
| J. Jeggo      | 15                  | 0                   | 5                   | 0                   | 3               | 0               | 0               | 0               | 2                 | 0                 | 0                 | 0                 | 20       | 0      | 5           | 0          |
| A. Kamara     | 31                  | 8                   | 11                  | 1                   | 3               | 2               | 1               | 0               | -                 | -                 | -                 | -                 | 34       | 10     | 12          | 1          |
| C. López      | 7                   | 0                   | 0                   | 0                   | 2               | 0               | 0               | 0               | 0                 | 0                 | 0                 | 0                 | 9        | 0      | 0           | 0          |
| Lumor         | 10                  | 0                   | 1                   | 0                   | 3               | 0               | 0               | 0               | -                 | -                 | -                 | -                 | 13       | 0      | 1           | 0          |
| D. Mancini    | 31                  | 5                   | 7                   | 0                   | 3               | 0               | 0               | 0               | 2                 | 0                 | 0                 | 0                 | 36       | 5      | 7           | 0          |
| D. Manos      | 19                  | 0                   | 2                   | 0                   | 3               | 0               | 0               | 0               | 2                 | 1                 | 0                 | 0                 | 24       | 1      | 2           | 0          |
| C. Marmaridis | 0                   | 0                   | 0                   | 0                   | 1               | 0               | 0               | 0               | 0                 | 0                 | 0                 | 0                 | 1        | 0      | 0           | 0          |
| Mateo         | 30                  | 4                   | 3                   | 0                   | 3               | 0               | 0               | 0               | 2                 | 0                 | 2                 | 1                 | 35       | 4      | 5           | 1          |
| J. Matilla    | 29                  | 1                   | 5                   | 0                   | 3               | 0               | 0               | 0               | 2                 | 0                 | 2                 | 0                 | 34       | 1      | 7           | 0          |
| S. M'bakata   | 8                   | 1                   | 2                   | 0                   | -               | -               | -               | -               | -                 | -                 | -                 | -                 | 8        | 1      | 2           | 0          |
| K. Mītroglou  | 0                   | 0                   | 0                   | 0                   | 0               | 0               | 0               | 0               | 1                 | 0                 | 0                 | 0                 | 1        | 0      | 0           | 0          |
| L. Palma      | 11                  | 2                   | 0                   | 0                   | -               | -               | -               | -               | -                 | -                 | -                 | -                 | 11       | 2      | 0           | 0          |
| E. Šakić      | 18                  | 1                   | 2                   | 0                   | 0               | 0               | 0               | 0               | 2                 | 0                 | 0                 | 0                 | 20       | 1      | 2           | 0          |
| L. Sasha      | 30                  | 2                   | 5                   | 0                   | 4               | 0               | 1               | 0               | 2                 | 1                 | 0                 | 0                 | 36       | 3      | 6           | 0          |
| M. Siampanis  | 5                   | -3                  | 0                   | 0                   | 1               | -1              | 0               | 0               | 0                 | -0                | 0                 | 0                 | 6        | -4     | 0           | 0          |
| D. Sundgren   | 28                  | 1                   | 4                   | 0                   | 4               | 0               | 2               | 0               | 1                 | 0                 | 1                 | 0                 | 33       | 1      | 7           | 0          |